# 王卿 (明朝)
王卿，字良佐，河南弘農衛軍籍山西临县人，明朝政治人物。

## 生平
王卿是弘治十七年（1504年）甲子科河南鄉試舉人，九年联捷甲戌科三甲一百六十九名進士。初为山东德平县知县，正德十二年（1517年）调上海縣知縣。明武宗南巡，路上动荡不安，有借此为奸谋利的人，王卿对各种邀索都不应付，只说：“车驾至，日供不给，有令在也，何先事自扰为？”竟然相安无事。
王卿使里甲自缴经费给公家，年底有余备作荒年救济。疠疫流行，王卿又制药、煮小米粥，亲到每个村落发給百姓。王卿出行时，也屏除各种随从。1520年由鄭洛書接任。擢户部主事，歷升袁州府知府、浙江按察司副使，嘉靖十三年（1534年）七月升本省布政使司右参政。

## 家族
曾祖王顺，總囗。祖父王剛，壽官。父王瑀。母時氏；继母趙氏。重庆下。兄王縉、弟王畿。弟王言，正德三年戊辰進士。